# Роберт Абела
Роберт Абела (рођен 7. децембра 1977)  је малтешки правник и политичар, а тренутно обавља дужност 14. премијера Малте. Посланик је у Парламенту од 2017. године, где је заменио Џозефа Маската на месту парламентарног вође Лабуристичке партије после избора за унутрашње вођство странке који су одржани 11. јануара 2020. године и на место премијера је постављен 13. јануара. Абела је син Џорџа Абеле, осмог председника Малте .

## Детињство, младост, породица и професионална каријера
Рођен је у Слијеми у округу Северна лука као син  Џорџа Абеле ( председник Малте, 2009 – 2014) и његов супруг Маргарет (рођена Каучи),   Роберт Абела је одрастао са сестром Маријом у Гħаксаку и Марсаскали на југу Малте. Њихова мајка Маргарет радила је у администрацији Старог универзитета у Валети и касније је управљала породичном адвокатском канцеларијом. Роберт је похађао сестринску школу у Санта Луцији и основну школу "Свети Фрања" у Бормли, да би потом наставио средњу школу у шесом разреду на Колеџу Светог Алојзија . 
Био је фудбалер у младости, играо је на позицији голмана за омладински тим.  Абела је такође тренирао бодибилдинг, такмичећи се два пута на државним првенствима крајем деведесетих.  
Абела је студирао право на Универзитету Малте, где је упознао будућу супругу Лидију. Дипломирао је 2002. године. 
По завршетку студија радио је у породичној адвокатској фирми Abela Advocates,  специјализујући се за индустријско и радно право.  Уговор његове адвокатске фирме с малтешким Агенцијом за животну средину претходио је избору лабуриста 2013. и од тада се обнављао сваке године. Абела је критикован да је користио директне наруџбине за правне услуге јавним субјектима,  укључујући Енемалту и Транспорт Малту .  У 2018. Роберт Абела је рекао да током његовог обављања законског заступника Ер Малте није дошло до сукоба интереса, док је његов отац, бивши председник Џорџ Абела, био посредник и главни преговарач у разговорима са њиховим пилотима.  Након 2013. године, Abela Advocates је добио лиценцу (ИИП 161) за продају малтешког држављанства ( Програм индивидуалних инвеститора у малтешком националном праву ), на име Робертове супруге Лидије.  Лиценца је одузета почетком 2020. године када је Роберт постао премијер. 
Године 2008. се оженио Лидијом Абелом (рођена Зерафа), која је касније преузела функцију секретара извршног одбора Лабуристичке партије. Имају ћерку Гиоргију Маје, рођену 2012. године. 

## Политика
Роберт Абела се укључио у политику док је његов отац Џорџ Абела био заменик председника странке, подржавајући ову странку на општим изборима 1996. године.  Тврдио је да је почео да превози болесне људе на бирачка места 1996. године и дуги низ година радио на разним позицијама, попут заступања странке у програмима актуелних послова како је то тражио Џозеф Маскат, а у последње време је радио и као правни саветник у његовом кабинету .  Такође је подржао свог оца у неуспешној кандидатури за председника лабуриста против Џозефа Маската 2008. године, након оставке Алфреда Санта . 
Дана 25. јануара 2017. године, Абела је истакао да је комад земљишта у његовој родној Корми озбиљно потцењен од стране Националистичке партије, где су извођачи платили 0,9 милиона уместо пуне вредности од 8 милиона €. 
Абела је описан као привлачан гласачима без политичких веза, као и савршена фигура за привлачење гласова Мари-Луиз Колеиро Преки у шестом округу Сигијеви, Лука и Корми. Иако је овај посао обављао успешну одлучио је да своју парвну каријеру изнад политичке. 

### Посланик Парламента Малте
У јуну 2017. године, у доби од 40 година, изабран је у парламент Малте након што је његов први покушај конкурисања за шести округ, укључујући Сигијеву, Луку и Корми, био успешан.  Радио је и као правни саветник премијера Џозефа Маската,  што му је омогућило да присуствује састанцима Савета министара.  Опозиција је тврдила да су му уговори о приватном саветовању са Управом за урбано планирање и Малта Транспортом донели најмање 580.000 ЕУР. 
У септембру 2019. године Абела је позвао на "тврђи" приступ миграцији, после немира у имиграцином центру Хал Сафи на Малти. Малтешка штампа је његову реторику упоредила са Италијаном Матеом Салвинијем. 
Током година проведених у Парламенту, Абела никада није био оштри критичар Маската, али је на седници о неповерењу Влади због убиства Дафне Каруана Галиције напоменуо да је и "раније позивао" на оставку министра Конрада Миција и шефа његовог особља Кејта Шембрија са њихових челних позиција. 

### Трка за председника лабуриста 2020.
Након објављивања оставке Џозефа Маската због убиства Дафне Каруана Галиције, под налетом народних протеста, заменик премијера Крис Ферн је сматран фаворитом који би заменио Маската на месту лидера странке и премијера, али су и други изразили жељу да се кандидују (укључујући Јана Борга и Миријам Дали) али је на њих, како се извештавало, вршен притисак да се не кандидују како би омогућили брзу транзицију до Божића 2019. и како би се сви гласови формално свели на једног кандидата.  Роберт Абела је напоменуо је да не жели да буде део никаквог "ђаволског пакта" и представио је своју кандидатуру као алтернативу Крису Ферну.    Међутим, према Џејмсу Дебоноу, Абела је убрзо призната као једини кандидат уместо Ферна, истичући његову стабилност, јединство и нормалност, насупрот смелијим променама које заговара Ферн. 
Абелина кампања за лидера странке била је усмерена на чланове странке и имала је за циљ да удари темеље традиционалним темама рада (социјално становање, бесплатни лекови за старије особе и бољи услови за запослење радника из иностранства)   док се дистанцирао од политике коју је водио Маскат са свом његовом пословном успешношћу.  Такође је позвао на протеривање јефтиних радника миграната, које је оптужио да су одговорни за смањење плата на локалном нивоу, тако што је предложио да се послодавцима дозволи да запошљавају странце само ако могу у потпуности да их исплате, да их упишу у регистар и да гарантују поштовање прописа о условима рада.  Такође је загарантовао наставак контроверзног програма Малтежани због инвестиција на Малти. 
Абела, стручњак без министарског искуства, представио се као кандидат који ће одржати континуитет, обећавајући да ће задржати исти кабинет као Маскат, као и исто особље у канцеларији премијера, за разлику од Криса Ферна, чију кампању је обележило стварање страхопоштовања међу инсајдерима у председничој трци. 
Абела је отворено критички говорио о политичкој кризи на Малти 2019. године око убиства Дафне Каруана Галиције.  У ствари, 28. новембра 2019. је тврдио да ће Лабуристичкој партији требати дубоке укорењене промене, а не само површне.  Абела је такође тврдио да је једина сврха протеста Малтежана из 2019. године била провокација. 
Абела је такође изјавио да би његова породична адвокатска фирма - на чијем је челу била његова супруга - требало да задржи право да лицитира на јавним тендерима, уколико он преузме функцију премијера.  Након контроверзи,  касније је повукао ову изјаву и обавезао се да неће тражити јавне набавке за своју породичну адвокатску фирму. 
Критикована је његова кампања због тога што није прихватио ниједан интервју са независним новинарима, већ се само ослањао на новинаре који су радили у медијима који су били пријатељски настројени према њему. 

### Председник Лабуристичке партије и премијер
На унутарстраначким изборима 12. јануара 2020. године Абела је добио 9.342 гласа против 6. 798 гласова за Криса Ферна. Преко 92% чланова ЛП-а гласало је у страначким одборима широм земље.  Абела је тако именован за новог председника Лабуристичке партије . 
Сутрадан је Џозеф Маскат поднео оставку на место премијера. Председник Џорџ Вела прихватио је Маскатову оставку и именовао Абелу за новог премијера Малте. Његово прво званично именовање било је именовање Клајда Каруане за шефа Генералног секретаријата Владе Малте.  

## Одликовања

### Национална одликовања
- Малта: Часни носилац Националног ордена за заслуге (2020) који је добио именовањем на функцију премијера Малте.[32]